# Hengstdijk
Hengstdijk (51° 21′ N, 4° 00′ L) é uma cidade dos Países Baixos, na província de Zelândia. Hengstdijk pertence ao município de Hulst, e está situada a 26 km southwest of Bergen op Zoom.
Em 2001, a cidade de Hengstdijk tinha 193 habitantes. A área urbana da cidade é de 0.059 km², e tem 94 residências. 
A área de Hengstdijk, que também inclui as partes periféricas da cidade, bem como a zona rural circundante, tem uma população estimada em 550 habitantes.